# George Galloway

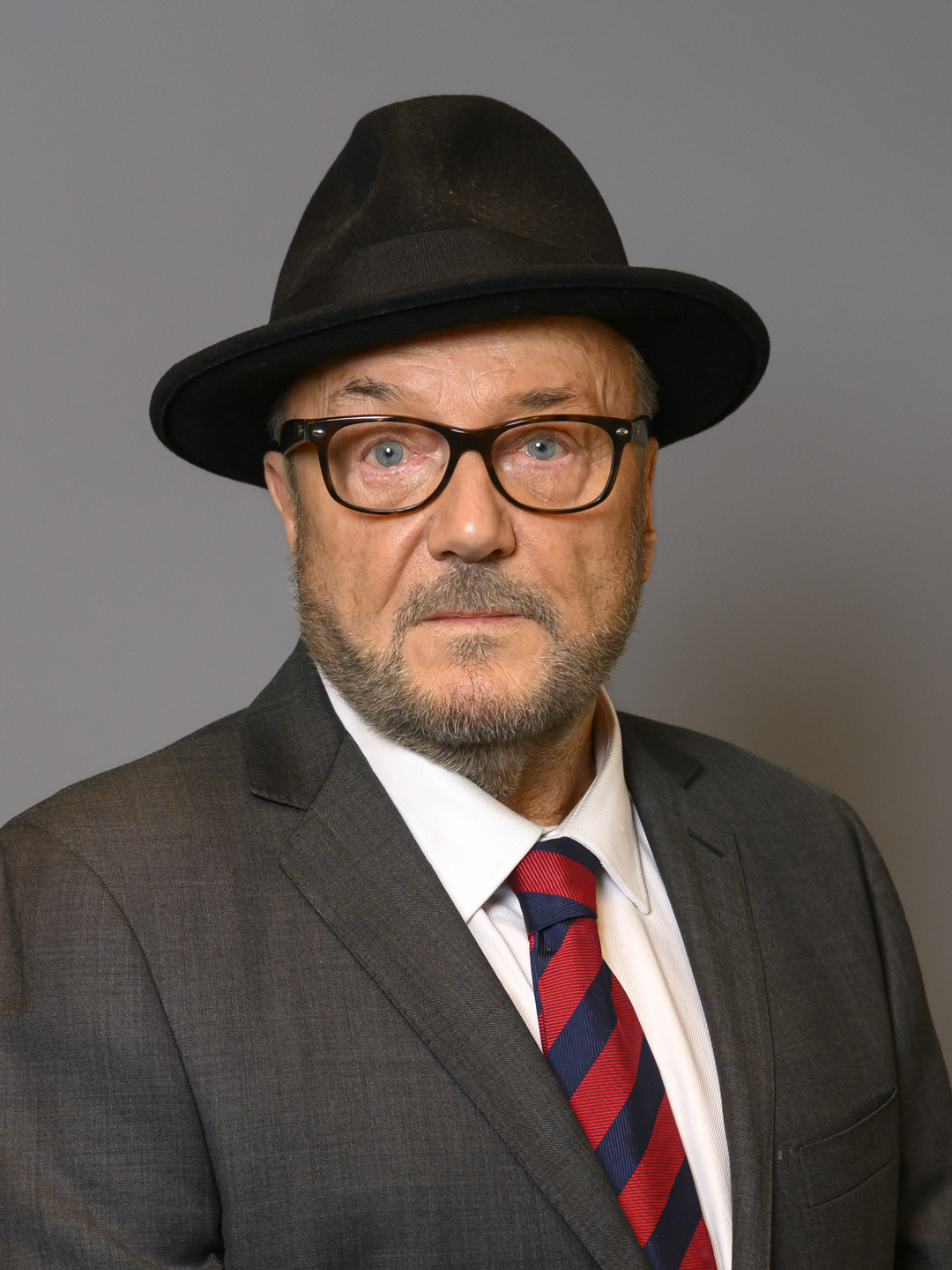
Galloway em 2024

George Galloway (Dundee, 1954) é um político esquerdista escocês.
Exerceu a função de deputado na Câmara dos Comuns, eleito pela primeira vez em 1987 e volta a ser aí colocado, em 2024, ao vencer a eleição intercalar em Rochdale, no noroeste de Inglaterra, que concorreu pelo Partido dos Trabalhadores da Grã-Bretanha, por si fundado em 2019.
Foi militante do partido Labour desde os 13 anos até à sua expulsão, em 2023, por ter apoiado a Palestina na guerra em Gaza.
É morador em Londres e é casado com Putri Gayatri Pertiwi, de origem holandesa-indonésia, antropóloga, apresentadora da televisão e produtora de cinema.